# That's What I Like (bài hát của Bruno Mars)
"That's What I Like" là một bài hát của nghệ sĩ thu âm người Mỹ Bruno Mars nằm trong album phòng thu thứ ba của anh, 24K Magic (2016). Nó được phát hành như là đĩa đơn thứ hai trích từ album vào ngày 30 tháng 1 năm 2017 bởi Atlantic Records. Bài hát được đồng viết lời và sản xuất bởi Mars, Philip Lawrence và Christopher Brody Brown dưới tên gọi chung của họ Shampoo Press & Curl, cũng như James Fauntleroy, Johnathan Yip, Ray Romulus, Jeremy Reeves, và Ray McCullough II như là đội sản xuất The Stereotypes, cộng tác viên quen thuộc xuyên suốt sự nghiệp của nam ca sĩ. "That's What I Like" là sự kết hợp giữa nhiều thể loại âm nhạc khác nhau như hip hop soul, new jack swing, R&B và funk mang nội dung đề cập đến quan điểm của một người yêu bản thân và những thứ xa xỉ trong cuộc sống nhiều như người yêu của anh, người được hứa sẽ có được mọi thứ cô muốn, đã thu hút nhiều sự so sánh với bài hát năm 2006 của Beyoncé "Kitty Kat". Một số phiên bản phối lại của bài hát đã được phát hành, với sự tham gia sản xuất từ Alan Walker, Gucci Mane và PartyNextDoor.
Sau khi phát hành, "That's What I Like" nhận được những phản ứng trái chiều từ các nhà phê bình âm nhạc, trong đó họ đánh giá cao quá trình sản xuất và gọi đây là một trong những điểm nhấn nổi bật từ 24K Magic, tuy nhiên nó cũng vấp phải nhiều chỉ trích xung quanh nội dung lời bài hát. Tuy nhiên, "That's What I Like" đã gặt hái nhiều giải thưởng và đề cử tại những lễ trao giải lớn, bao gồm chiến thắng tại giải thưởng âm nhạc Soul Train năm 2017 cho Bài hát của năm cũng như ba giải Grammy cho Bài hát của năm, Trình diễn R&B xuất sắc nhất và Bài hát R&B xuất sắc nhất tại lễ trao giải thường niên lần thứ 60. Bài hát cũng tiếp nhận những thành công lớn về mặt thương mại với việc lọt vào top 10 ở nhiều quốc gia, bao gồm những thị trường lớn như Úc, Bỉ, Canada, New Zealand và Bổ Đào Nha. Tại Hoa Kỳ, nó đạt vị trí số một trên bảng xếp hạng Billboard Hot 100 trong một tuần, trở thành đĩa đơn quán quân thứ bảy của Mars tại đây. Tính đến nay, "That's What I Like" đã bán được hơn 10 triệu bản trên toàn cầu, trở thành một trong những đĩa đơn bán chạy nhất mọi thời đại.
Video ca nhạc cho "That's What I Like" được đồng đạo diễn bởi Mars và Jonathan Lia, trong đó bao gồm những cảnh Mars nhảy trong một căn phòng với nhiều hiệu ứng đồ họa di chuyển xung quanh anh. Nó đã nhận được nhiều lượt yêu cầu phát sóng liên tục trên những kênh truyền hình âm nhạc như MTV, VH1 và BET, đồng thời chiến thắng tại giải thưởng Âm nhạc Mỹ năm 2017 cho Video của năm và giải Video âm nhạc của MTV Nhật Bản năm 2017 ở hạng mục Video xuất sắc nhất của nam ca sĩ. Để quảng bá bài hát, nam ca sĩ đã trình diễn "That's What I Like" trên nhiều chương trình truyền hình và lễ trao giải lớn, bao gồm giải Brit năm 2017, giải thưởng âm nhạc iHeartRadio năm 2017 và giải Grammy lần thứ 59, cũng như trong nhiều chuyến lưu diễn của anh. Kể từ khi phát hành, nó đã được hát lại và sử dụng làm nhạc mẫu bởi nhiều nghệ sĩ, như Jimmy Fallon, Tina Fey, Sam Tsui, Bart Baker, Thomas Rhett, Kurt Hugo Schneider, Joseph Vincent và The Key of Awesome, cũng như xuất hiện trong những tác phẩm điện ảnh và truyền hình, bao gồm Being Mary Jane, The Challenge Crashing.

## Danh sách bài hát
Tải kĩ thuật số
1. "That's What I Like" – 3:26

Tải kĩ thuật số - BLVK JVCK phối lại
1. "That's What I Like" (BLVK JVCK phối lại) – 3:45

Tải kĩ thuật số - Gucci Mane phối lại
1. "That's What I Like" (phối lại) (hợp tác với Gucci Mane) – 3:54

Tải kĩ thuật số - Alan Walker phối lại
1. "That's What I Like" (Alan Walker phối lại) – 3:14

Tải kĩ thuật số - PartyNextDoor phối lại
1. "That's What I Like" (PartyNextDoor phối lại) – 3:26

## Thành phần thực hiện
Thành phần thực hiện được trích từ ghi chú của 24K Magic, Atlantic Records.
Thu âm
- Thu âm tại Glenwood Place Studios, Burbank, California
- Phối khí tại MixStar Studios, Virginia Beach, Virginia.

Thành phần
| - Bruno Mars – giọng chính, viết lời, giọng nền - Philip Lawrence – viết lời, giọng nền - Christopher Brody Brown – viết lời - James Fauntleroy – viết lời, giọng nền - Johnathan Yip – viết lời - Ray Romulus – viết lời - Jeremy Reeves – viết lời - Ray McCullough II – viết lời | - Eric "E-Panda" Hernandez – trống trực tiếp - Shampoo Press & Curl – sản xuất - The Stereotypes – đồng sản xuất - Charles Moniz – thu âm, kỹ sư - Jacob Dennis – hỗ trợ kỹ sư - Serban Ghenea – phối khí - John Hanes – kỹ sư phối khí - Tom Coyne – master |

## Xếp hạng
| Bảng xếp hạng (2017)                      | Vị trí cao nhất |
| ----------------------------------------- | --------------- |
| Argentina (Monitor Latino)                | 11              |
| Úc (ARIA)                                 | 5               |
| Áo (Ö3 Austria Top 40)                    | 54              |
| Bỉ (Ultratop 50 Flanders)                 | 3               |
| Bỉ (Ultratop 50 Wallonia)                 | 8               |
| Brazil (Brasil Hot 100 Airplay)           | 2               |
| Canada (Canadian Hot 100)                 | 3               |
| Canada AC (Billboard)                     | 17              |
| Canada CHR/Top 40 (Billboard)             | 2               |
| Canada Hot AC (Billboard)                 | 2               |
| Cộng hòa Séc (Rádio Top 100)              | 54              |
| Cộng hòa Séc (Singles Digitál Top 100)    | 16              |
| Đan Mạch (Tracklisten)                    | 18              |
| Pháp (SNEP)                               | 42              |
| Đức (GfK)                                 | 51              |
| Guatemala (Monitor Latino)                | 14              |
| Hungary (Single Top 40)                   | 33              |
| Hungary (Stream Top 40)                   | 20              |
| Ireland (IRMA)                            | 20              |
| Ý (FIMI)                                  | 34              |
| Nhật Bản (Japan Hot 100)                  | 43              |
| Mexico Phát thanh (Billboard)             | 37              |
| Hà Lan (Dutch Top 40)                     | 19              |
| Hà Lan (Single Top 100)                   | 24              |
| New Zealand (Recorded Music NZ)           | 4               |
| Na Uy (VG-lista)                          | 40              |
| Paraguay (Monitor Latino)                 | 3               |
| Philippines (Philippine Hot 100)          | 2               |
| Ba Lan (Polish Airplay Top 100)           | 39              |
| Bồ Đào Nha (AFP)                          | 7               |
| Hàn Quốc (Gaon International Singles)     | 7               |
| Scotland (OCC)                            | 18              |
| Slovakia (Singles Digitál Top 100)        | 29              |
| Tây Ban Nha (PROMUSICAE)                  | 27              |
| Thụy Điển (Sverigetopplistan)             | 51              |
| Thụy Sĩ (Schweizer Hitparade)             | 39              |
| Anh Quốc (OCC)                            | 12              |
| Hoa Kỳ Billboard Hot 100                  | 1               |
| Hoa Kỳ Adult Contemporary (Billboard)     | 12              |
| Hoa Kỳ Adult Pop Airplay (Billboard)      | 2               |
| Hoa Kỳ Dance Club Songs (Billboard)       | 25              |
| Hoa Kỳ Dance/Mix Show Airplay (Billboard) | 3               |
| Hoa Kỳ Hot R&B/Hip-Hop Songs (Billboard)  | 1               |
| Hoa Kỳ Pop Airplay (Billboard)            | 1               |
| Hoa Kỳ Rhythmic (Billboard)               | 1               |

| Bảng xếp hạng (2017)                      | Vị trí |
| ----------------------------------------- | ------ |
| Argentina (Monitor Latino)                | 24     |
| Australia (ARIA)                          | 25     |
| Belgium (Ultratop 50 Flanders)            | 24     |
| Belgium (Ultratop 50 Wallonia)            | 50     |
| Canada (Canadian Hot 100)                 | 7      |
| Denmark (Tracklisten)                     | 67     |
| France (SNEP)                             | 128    |
| Guatemala (Monitor Latino)                | 55     |
| Hungary (Stream Top 40)                   | 65     |
| Israel (Media Forest)                     | 20     |
| Netherlands (Dutch Top 40)                | 117    |
| Netherlands (Single Top 100)              | 76     |
| New Zealand (Recorded Music NZ)           | 5      |
| Paraguay (Monitor Latino)                 | 19     |
| South Korea (Gaon International Singles)  | 10     |
| UK Singles (Official Charts Company)      | 36     |
| US Billboard Hot 100                      | 3      |
| US Adult Top 40 (Billboard)               | 10     |
| US Hot Dance/Mix Show Airplay (Billboard) | 9      |
| US Hot R&B/Hip-Hop Songs (Billboard)      | 1      |
| US Pop Songs (Billboard)                  | 2      |
| US Rhythmic (Billboard)                   | 4      |
| Bảng xếp hạng (2018)                      | Vị trí |
| South Korea (Gaon International Singles)  | 26     |

| Bảng xếp hạng        | Vị trí |
| -------------------- | ------ |
| US Billboard Hot 100 | 113    |

## Chứng nhận
| Quốc gia | Chứng nhận  | Số đơn vị/doanh số chứng nhận |
| --- | ----------- | ----------------------------- |
| Úc (ARIA) | 4× Bạch kim | 280.000‡                      |
| Bỉ (BEA) | Bạch kim    | 0‡                            |
| Canada (Music Canada) | 4× Bạch kim | 0‡                            |
| Đan Mạch (IFPI Đan Mạch) | Bạch kim    | 90.000‡                       |
| Pháp (SNEP) | Bạch kim    | 150.000‡                      |
| Đức (BVMI) | Vàng        | 150.000‡                      |
| Ý (FIMI) | Bạch kim    | 50.000‡                       |
| New Zealand (RMNZ) | 2× Bạch kim | 60.000‡                       |
| Bồ Đào Nha (AFP) | Bạch kim    | 10.000‡                       |
| Hàn Quốc (Gaon Chart) | —           | 548,623                       |
| Tây Ban Nha (PROMUSICAE) | Bạch kim    | 40.000‡                       |
| Thụy Điển (GLF) | Vàng        | 10.000‡                       |
| Anh Quốc (BPI) | Bạch kim    | 600.000‡                      |
| Hoa Kỳ (RIAA) | 7× Bạch kim | 7.000.000‡                    |
| * Chứng nhận dựa theo doanh số tiêu thụ. ^ Chứng nhận dựa theo doanh số nhập hàng. ‡ Chứng nhận dựa theo doanh số tiêu thụ và phát trực tuyến. |             |                               |